# Музичка Іван Вікторович
Іван Вікторович Музичка (нар. 2 березня 2002, Вінниця, Україна) — український футболіст, воротар.

## Життєпис

### Ранні роки
Народився у Вінниці. Футболом розпочав займатися у місцевому клубі «Прем'єр-Нива», який виступав у юнацькому чемпіонаті Вінницької області та ДЮФЛУ. В останньому з вище вказаних турнірів грав також за «Дніпро» та академію «Шахтаря». У жовтні 2019 року під час перерви на матчі національних збірних тренувався з першою командою «гірників». Проте виступав лише за юнацьку команду «Шахтаря», а в головній команді шансу проявити себе не отримав.

### «Нива»
На початку серпня 2020 року перебрався до «Ниви», де отримав футболку з 1-м ігровим номером. На професіональному рівні дебютував за вінницький клуб 12 вересня 2020 року в програному (1:3) виїзному поєдинку 2-го туру групи «А» Другої ліги України проти київської «Оболоні-2». Іван вийшова на поле в стартовому складі та відіграв увесь матч. У складі «Ниви» провів 3 поєдинки в Другій лізі України.

### «Олександрія»
У лютому 2021 року приєднався до «Олександрії». Провів 4 матчі за юнацьку та молодіжну команду «городян».

### «Мункач»
Наступного сезону перебрався до «Мункача». 6 разів потрапляв до заявки на матчі Другої ліги України. Дебютував за мукачевський колектив 4 серпня 2021 року в програному (0:2) виїзному поєдинку першого попереднього раунду Кубку України проти аматорського «Фенікса» (Підмонастир).

### «Кремінь»
24 серпня 2022 року підписав 1-річний контракт з «Кременем», де отримав футболку з 1-м ігровим номером. Дебютував за «Кремінь-2» 5 вересня 2022 року в програному (0:5) виїзному поєдинку 1-го туру Другої ліги України проти миколаївського «Васта». Іван вийшов на поле в стартовому складі, а на 90-й хвилині його замінив Станіслав Оксененко. За першу команду «Кременя» дебютував 7 жовтня 2022 року в програному (0:2) виїзному поєдинку 7-го туру групи «Б» Другої ліги України проти «Чернігова». Музичка вийшов на поле в стартовому складі та відіграв увесь матч. У сезоні 2022/23 років зіграв 8 матчів за «Кремінь» у Першій лізі України та 7 поєдинків за «Кремінь-2» у Другій лізі України. У середині липня 2023 року вільним агентом залишив кременчуцький клуб.